# دهستان امامزاده سیدمحمود
دهستان سیدمحمود، یکی از دهستان‌های بخش شهیون شهرستان دزفول در استان خوزستان است.

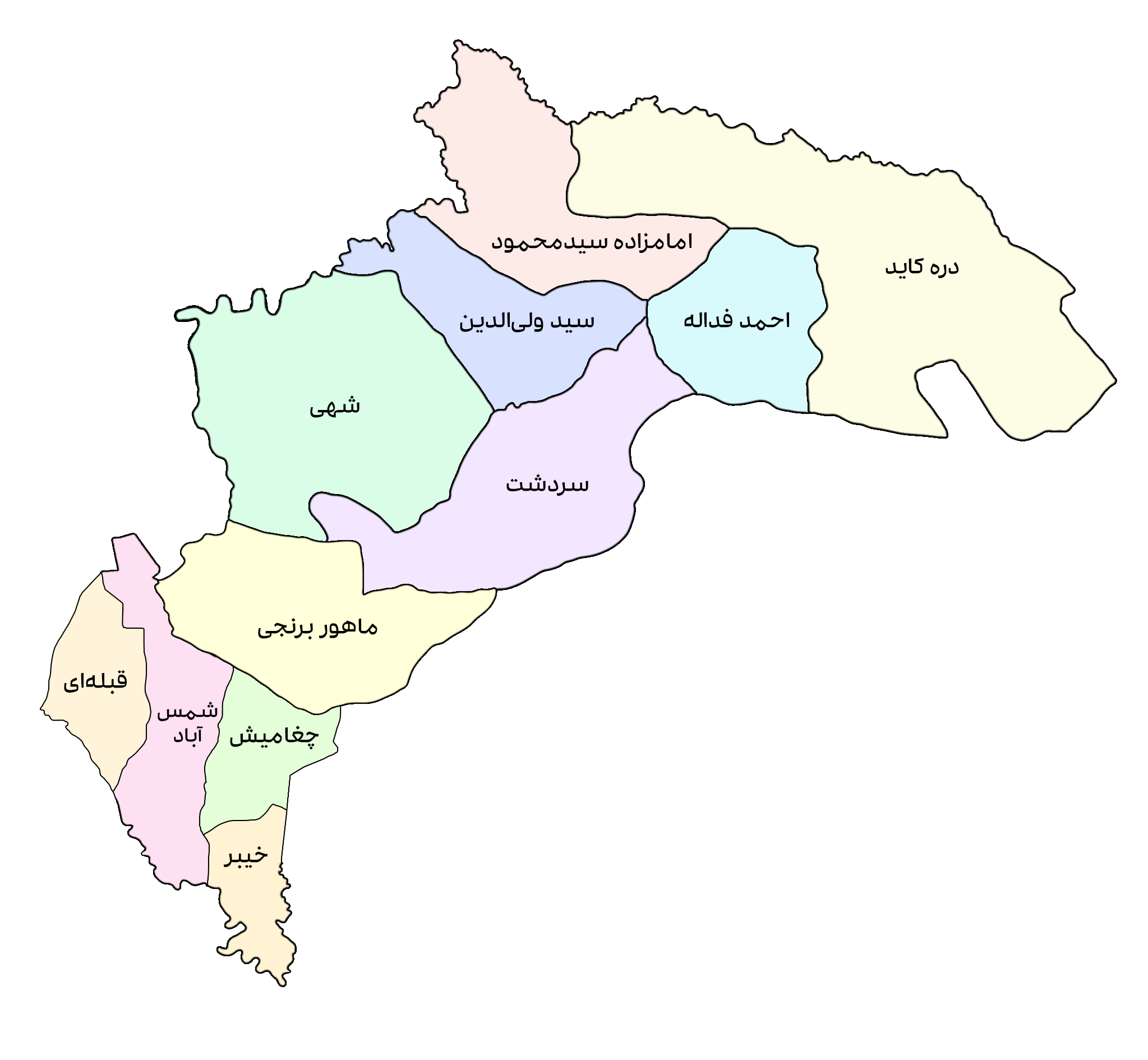
نقشه دهستان‌های شهرستان دزفول